# Климент (Перестюк)
Архиепи́скоп Кли́мент (в миру Андрей Адамович Перестюк; 15 [28] октября 1904, Астраханка, Южно-Уссурийский уезд, Приморская область, Российская империя — 14 мая 1986, Свердловск) — архиерей Русской православной церкви, архиепископ Свердловский и Курганский (1966—1980).

## Биография
Родился 15 октября 1904 года в селе Астраханка Южно-Уссурийского уезда Приморской области (ныне — Ханкайский район Приморского края) в семье бедных крестьян-переселенцев из Киевской губернии.
В 1916 году окончил церковно-приходское училище.
С января 1917 года стал послушником Уссурийского Троицко-Николаевского монастыря. Оставался в обители до её закрытия властями в ноябре 1925 года.
В декабре 1925 года был назначен псаломщиком к церкви в селе Воздвиженка Владивостокской епархии.
С 1929 по 1931 год состоял иподиаконом при епископе Хабаровском Пантелеимоне (Максунове) и псаломщиком кафедрального собора в Хабаровске.
В 1931 году перебрался в Маньчжурию. 19 декабря 1931 года епископом Камчатским и Петропавловским Нестором (Анисимовым) пострижен в монашество с именем Климент при Радосте-Скорбященской церкви Камчатского подворья в Харбине, Китай. 27 декабря того же года рукоположён во иеродиакона и назначен ризничим Радосте-Скорбященской церкви.
25 мая 1933 года рукоположён во иеромонаха и назначен благочинным храма и монашествующей братии Обители милосердия при Камчатском подворье.
В 1934 году окончил трёхгодичные Богословские курсы в Харбине. 31 мая 1937 года был причислен к братии Казанско-Богородицкого монастыря Харбинской епархии.
14 октября 1937 года командирован на станцию Барим для устройства церкви и организации прихода.
16 сентября 1939 года переведён на должность настоятеля Александринской церкви станции Бухэду.
14 апреля 1941 года назначен настоятелем Иоанно-Богословской церкви при приюте-училище «Русский дом» в Харбине и преподавателем Закона Божия в этом же училище.
С 1941 по 1944 год прослушал полный курс Богословского факультета Института святого Владимира.
С 1941 по 1945 годы преподавал в Харбинской духовной семинарии церковный устав и церковно-славянский язык.
8 июня 1945 года был назначен священником к молитвенному дому на станцию Ламадянцзы.
14 сентября 1948 года переведен на станцию Ананси временно исполняющим обязанности настоятеля Петропавловской церкви.
7 марта 1949 года вновь поставлен настоятелем Сергиевской церкви на станции Барим.
26 октября 1951 года архиепископом Китайским и Пекинским Виктором (Святиным) был возведён в сан архимандрита с назначением на должность настоятеля Казанско-Богородицкого монастыря в Харбине.
В сентябре 1955 года возвратился на Родину и архиепископом Иркутским и Читинским Палладием был определён священником, а в 1956 году — ключарем Иркутского Знаменского кафедрального собора.
С 12 сентября 1957 года — настоятель Покровской церкви города Уссурийска Приморского края и благочинный церквей Приморского округа Хабаровской епархии.
23 октября 1966 года в Трапезном храме Троице-Сергиевой Лавры хиротонисан во епископа Свердловского и Курганского, с поручением ему временного управления Челябинской епархией. Хиротонию совершали патриарх Алексий I, митрополит Крутицкий и Коломенский Пимен (Извеков), архиепископ Таллинский и Эстонский Алексий (Ридигер), архиепископ Мстислав (Волонсевич), епископы Волоколамский Питирим (Нечаев) и Дмитровский Филарет (Вахромеев).
В сентябре 1977 года возведен в сан архиепископа.
В 1979 году перенёс инсульт и, как результат — парализацию, что вынудило его подать прошение об уходе на покой. Решением Священного синода от 8 августа 1980 года его прошение было удовлетворено.
Скончался 14 мая 1986 года в Свердловске. Отпевание состоялось в Иоанно-Предтеченском кафедральном соборе при большом стечении народа, которое возглавил архиепископ Свердловский Мелхиседек (Лебедев). Погребён на Широкореченском кладбище Екатеринбурга.
Епископ Никон (Миронов) в 1994 году принял решение о перезахоронении останков владыки Климента в крипту Иоанно-Предтеченского кафедрального собора.